# Donna Bianca
Donna Bianca é uma ópera em prólogo e quatro actos, composta por Alfredo Keil com libreto em Italiano de César Féréal. O libreto baseia-se no poema narrativo Dona Branca de Almeida Garrett. A ópera estreou o dia 10 de Março de 1888, no Real Teatro de São Carlos em Lisboa, e foi lá executado 30 vezes entre 1888 e 1899. A ópera foi novamente executada no Teatro de São Carlos em Setembro de 2010, numa série de quatro espectáculos em versão de concerto, cantado no original Italiano.
A acção decorre em Portugal, durante a reconquista do Reino dos Algarves da posse dos mouros na segunda metade do século XIII. É retratada a trágica história de amor entre a filha de D. Afonso III, Dona Branca, e o líder mouro Aben-Afan.

## Papéis

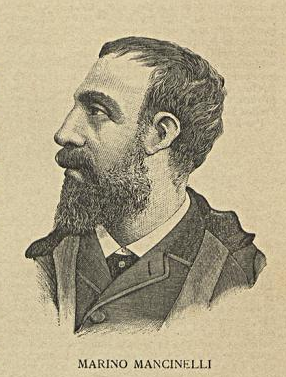
Marino Mancinelli

| Papel          | Registo vocal | Elenco da estreia, 10 de Março de 1888 (Maestro: Marino Mancinelli) |
| -------------- | ------------- | ------------------------------------------------------------------- |
| Aben-Afan      | tenor         | António D'Andrade                                                   |
| Donna Bianca   | soprano       | Elena Theodorini                                                    |
| Adaour         | barítono      | Francisco d'Andrade                                                 |
| Velha Moura    | contralto     | Giulia Prandi                                                       |
| Don Payo Peres | baixo         | Meroles                                                             |
| Don Nuno       | tenor         | Durini                                                              |
| Soldier        | barítono      | Pietro Ghidotti                                                     |
| Fada           | mezzo-soprano | G. Figuet                                                           |
| Alda           | soprano       | Olavarri                                                            |
| Popular        | tenor         | Foresti                                                             |